# Mimers Hus gymnasium
Mimers Hus gymnasium är en kommunal gymnasieskola i centrala Kungälv, som invigdes i augusti 2004, sedan den äldre gymnasieskolan Kongahällagymnasiet lades ner.
Byggnaden Mimers Hus är ett kulturhus och kunskapscentrum som rymmer förutom gymnasieskolan för cirka 1600 elever även vuxenutbildning för 400 elever.
Till skolan har en idrottshall byggts, Mimershallen. Den invigdes i november 2009. Hallen är 4 500 kvadratmeter stor och läktaren inrymmer 600 åskådare. I hallen finns en kafeteria, lärarrum och gym. En utbyggnad till hallen kallad "Tarmen" innehåller en 60 meter lång löparbana samt en längdhoppsgrop. Det finns också en handbollsplan med godkända mått.

## Utbildning
Skolan erbjuder totalt 11 av de 18 nationella gymnasieprogrammen.
- Barn- och fritidsprogrammet
- Bygg- och anläggningsprogrammet
- Ekonomiprogrammet
- El- och energiprogrammet
- Fordons- och transportprogrammet
- Försäljnings- och serviceprogrammet
- Industritekniska programmet
- Introduktionsprogrammet
- Naturvetenskapsprogrammet
- Samhällsvetenskapsprogrammet
- Teknikprogrammet
- Vård- och omsorgsprogrammet

## Mimers Hus Elevkår
I oktober 2011 grundades Mimers Hus Elevkår. Elevkåren är en ideell förening, självständig från skolan och ansluten till branchorganisationen Sveriges Elevkårer. Elevkåren drivs av elever på skolan och årligen väljer 80-90% av skolans elever att ingå det frivilla medlemskapet. Föreningens syfte är att "...möjliggöra för medlemmarna i Mimers Hus Elevkår att skapa en mer givande skoltid genom att tillvarata sina medlemmars ekonomiska, ideella, sociala och fackliga intressen". Mimers Hus Elevkår är den enda verksamma elevföreningen på skolan.
År 2020 gick Mimers Hus Elevkår till final i Sveriges Elevkårers pris Guldgemets kategori Årets Teamwork.

### Organisation och struktur
På årsmötet väljs elevkårens ordförande och styrelse. Styrelsen består av ordföranden och sex ledamöter med olika ansvarsområden och titlar. Under styrelsen finns sedan två utskott, studentutskottet och eventutskottet, som anordnar evenemang och verksamhet inom varsina områden. Under ett verksamhetsår anordnar elevkårens styrelse och utskott temadagar, evenemang, tävlingar, fester och annan verksamhet.
| Verksamhetsår | Namn                     |
| ------------- | ------------------------ |
| 2011/2012     | Johanna Alexandersson    |
| 2012/2013     | Malin Johansson          |
| 2013/2014     | Malin Johansson          |
| 2014/2015     | Adrian Bjurefalk         |
| 2015/2016     | Fredrik Gunnarsson       |
| 2016/2017     | Alice Fischer            |
| 2017/2018     | Kajsa Haggren            |
| 2018/2019     | Malin Möller             |
| 2019/2020     | Hampus Haugland          |
| 2020/2021     | Tova Mark                |
| 2021/2022     | Ebba Lisnell             |
| 2022/2023     | Celine Hansen            |
| 2023/2024     | Linn Dahlberg            |
| 2024/2025     | Ayat Jedi                |
| 2025/2026     | Lova Nyströmme Andersson |

### Verksamhet
Återkommande verksamhet inkluderar events, tävlingar, föreläsningar, debatter, skolval och firandet av temadagar. Populära evenemang inkluderar den tafatt-liknande tävlingen Killergame och ätartävlingar samt futsalturneringen Nattcupen. Elevkåren har också ett stort inflytande och ansvar över studentaktiviteter där tävlingen Tigerjakt avgör vem som får springa ut först på studenten. Mimers Hus Elevkår samarbetar dessutom likt andra elevkårer med företag för studentmössor och studentfoton.